# 西拉伊
50°50′42″N 31°2′23″E / 50.84500°N 31.03972°E
西拉伊（烏克蘭語：Сираї），是烏克蘭北部的村莊，隸屬切爾尼希夫州的切爾尼希夫區。該村始建於1666年，面積1.84平方公里，海拔高度120米，2001年人口480，人口密度每平方公里261.2人。